# Кисвил (Њујорк)
Кисвил (енгл. Keeseville) град је у америчкој савезној држави Њујорк.

## Демографија
По попису из 2010. године број становника је 1.815, што је 35 (-1,9%) становника мање него 2000. године.
| Група             | 2000.         | 2010.         |
| Белци             | 1.777 (96,1%) | 1.729 (95,3%) |
| Афроамериканци    | 17 (0,9%)     | 16 (0,9%)     |
| Азијати           | 6 (0,3%)      | 13 (0,7%)     |
| Хиспаноамериканци | 25 (1,4%)     | 25 (1,4%)     |
| Укупно            | 1.850         | 1.815         |